# کریستیان هانسن (ژیمناست)
کریستیان هانسن (دانمارکی: Christian Hansen; ۲۴ سپتامبر ۱۸۹۱ – ۱۳ ژوئن ۱۹۶۱) ژیمناست هنری اهل دانمارک بود.